# 馬里烏波爾足球會
馬里烏波爾足球會（烏克蘭語：Футбо́льний клуб «Маріу́поль»）是烏克蘭的一家足球俱樂部。主場位於馬里烏波爾。目前參加烏克蘭足球超級聯賽的賽事。球隊在2007–08賽季得到過烏克蘭甲級足球聯賽的冠軍。

## 外部連結
- Official website （页面存档备份，存于）